# محمد عبد المتعال
محمد عبد المتعال (1967 -) هو إعلامي مصري ومدير عام مجموعة إم بي سي مصر وشمال إفريقيا.

## حياته ونشأته
تخرج في كلية الإعلام جامعة القاهرة، قسم إذاعة وراديو وتلفزيون سنة 1990، بدأ مشواره في ماسبيرو منذ نحو ربع قرن وساهم حتى الآن في إطلاق وتطوير 14 قناة حكومية وخاصة.

## مسيرته
كانت البداية في عام 1992 في قناة المعلومات حيث كان من طاقمها المؤسس تحت إدارة الإعلامي الكبير حسن حامد قبل أن ينقبل بعدها بفترة قصيرة ليكون من طاقم تأسيس قناة النيل الدولية حيث كان أول مخرج هواء في هذه القناة.
مع حلول عام 1996 شارك عبد المتعال في تأسيس قطاع قنوات النيل المتخصصة مع حسن حامد الذي إختاره ليكون عضواً في لجنة اختيار المذيعين لقنوات النيل للاخبار والنيل للرياضة والنيل للمنوعات والنيل للاسرة والطفل والنيل الثقافية قبل أن يتفرغ للعمل في قناة النيل للأخبار مع الإعلامية الكبيرة سميحة دحروج.
شارك عبد المتعال فور تخرجه كمساعد باحث في إعداد التقرير الإستراتيجي العربي السنوي 1991 الذي تصدره مؤسسة الأهرام.
شارك عبد المتعال في هذه الفترة في إخراج وإنتاج العديد من الأحداث الإعلامية المهمة من بينها إخراج حفل الافتتاح الليلي لمكتبة الإسكندرية بقصر التين بحضور العديد من قيادات ورموز العالم وكذلك قام بإخراج (العيد العشرين للاعلاميين بحضور الرئيس الأسبق مبارك) في أخر زيارة له لمبني ماسبيرو، كما نقل خطابات وكلمات الرئيس مبارك في العديد من المواقع والأحداث.
خلال تواجده بقناة النيل للأخبار أصبحت القناة هي أول قناة مصرية تقوم بتغطية العديد من الأحداث على الهواء مباشرة من خلال تقنية SNG، وكان عبد المتعال أول من استخدم تفنية ستوديو (الفيرشوال) في مصر وذلك من خلال برامج ونشرات النيل للأخبار.
وفي عام 1997 استعان الاعلامى الكبير الراحل «سعد لبيب» وقت قيامه بتأسيس كلية الاعلام جامعة 6 أكتوبر ب محمد عبد المتعال ليقوم بتدريس مادة الاخبار والبرامج الاخبارية بالكلية لمدة عاميين.
تعاون عبد المتعال ايضاً مع العديد من القنوات الإعلامية مثل BBC التي كان المسئول فيها عن حلقة البرنامج الأشهر (بانوراما من القاهرة) أثناء حرب العراق.
تعاون عبد المتعال أيضاً مع قناة MBC في إخراج البرنامج الأشهر في العالم العربي في هذا الوقت (من سيربح المليون) كما قام باخراج برنامج (التقرير) لقناة العربية.
في 2005 غادر عبد المتعال الي العراق للمشاركة في تأسيس قناة (نهرين) المملوكة لرجلي الأعمال نجيب ساويرس ومحمد جوهر لتكون أول قناة أرضية خاصة بعد سقوط نظام صدام.
وفي مطلع 2006 يعود عبد المتعال لإدارة قناة المحور والإشراف على انطلاقتها الجديدة التي شملت العديد من البرامج الشهيرة مثل (90 دقيقة) و (صبايا) وأصبحت المحور في عهده من أعلى خمس قنوات مشاهدة في مصر.
في صيف 2007 تم اختياره لتأسيس شبكة تلفزيون الحياة لتتربع على عرش القنوات في مصر في بداية 2008 في فترة أقل من عام من انطلاقها، حتى غادرها في 2013 حيث تعاون مع الشبكة الأكبر في العالم العربي MBC ليدير ولا يزال شبكة قنوات MBC مصر التي تعتبر الآن اولى القنوات الأكثر مشاهدة في مصر، في 2020 تم افتتاح قناة MBC مصر في شهر رمضان بجانب رجل الأعمال أحمد أبو هشيمة.
في أكتوبر 2018 تم اختياره للاشراف على  تأسيس وإطلاق قناة ام بي سي 5 (MBC Cinq) موجهة إلى بلدان شمال افريقيا حيث بدأت ام بي سي 5 البث في سبتمبر من العام 2019 واحتلت القناة المركز الثاني في نسب المشاهدة بعد فترة بسيطة من انطلاقها